# Stupid Invaders
Stupid Invaders est un jeu vidéo d'aventure, développé par Xilam et sorti en 2000 sur Windows et Mac OS, puis porté en 2001 sur Dreamcast par Titanium Studios. Il est basé sur la série animée Les Zinzins de l'espace et son titre est une parodie de Space Invaders.
Il est dédié au créateur de la série, Jean-Yves Raimbaud.

## Système de jeu
Le jeu est un Point'n'Click, le joueur contrôle un par un les cinq principaux personnages de la série (Dans l'ordre de jouabilité: Bud, Etno, Gorgious, Candy et Stéréo). Le but est de résoudre différentes énigmes à l'aide de différents objets, pouvant également être combinés, permettant ainsi de progresser dans l'aventure. Le jeu comporte également des séquences de "Game over" si le joueur clique au mauvais endroit au mauvais moment, c'est pour cela qu'il est vivement conseillé de sauvegarder régulièrement sa partie car celle-ci reprend au dernier point de sauvegarde.

## Histoire
Cinq extra-terrestres : Etno, Candy, Gorgious, Bud et Stéréo s'échouent sur Terre après le crash de leur vaisseau. Une maison à louer se trouve non loin d'eux, Etno suggère de s'y réfugier en attendant qu'il répare la soucoupe, ce qui selon lui ne prendra que quelques minutes. Plusieurs années plus tard, un scientifique allemand basé dans la zone 52, le Dr Sakarine ordonne à Bolok (un tueur professionnel) d'attraper les cinq extraterrestres et de les amener dans sa base secrète, ainsi que la soucoupe. Il lui donne d'abord une très grande somme d'argent, en lui promettant l'autre moitié une fois le travail terminé.
Arrivé sur place, le vaisseau est finalement réparé (ce qui aura pris beaucoup plus de temps que ce qu'Etno a estimé) et le groupe s’apprête donc à partir. Bud en profite pour aller chercher sa télévision comme bagage, entre-temps les quatre autres Zinzins se font congeler par Bolok. Bud échappe à ce sort et se réfugie dans les toilettes. Il parvient à en sortir en passant par la fenêtre qui le conduit sur le toit, avant de finalement atterrir à la cave par la cheminée. Il réussit à se débarrasser temporairement de Bolok avec un piège à souris géant en remontant au sous-sol. En se baladant dans la maison, il récupère divers objets lui permettant de continuer sa progression. Entre-temps, Bolok parvient à sortir du piège et se cache dans une armoire pour prendre Bud par surprise. Celui-ci se débarrasse une nouvelle fois de Bolok en l'envoyant dans le jardin à l'aide d'un collant et d'une tondeuse à gazon.
Bud parvient à libérer ses amis en faisant fondre le bloc de glace dans lequel ils étaient prisonniers, à l'aide d'un sèche-cheveux. Etno ordonne à Candy de démarrer la soucoupe pendant qu'il va chercher sa thèse sur les humains (qui représente à elle seule une pompe développeur pour sexe masculin), qui se trouve dans le coffre-fort de son laboratoire. Il réussit à berner son ordinateur qui refusait d'ouvrir le coffre, à moins qu'il est vu Maurice (un humoriste fictif dans le jeu, ayant l’apparence d'une souris anthropomorphe). Ayant récupéré sa thèse, Etno est menacé par Bolok qui a une fois de plus réussi à s'échapper. Cependant, la même tondeuse que Bud a utilisée fonce sur lui et l'écrase. En tirant avec son arme, il endommage un générateur qui détruit la maison après une explosion. Les cinq extraterrestres parviennent à sortir à temps, heureux de pouvoir enfin rentrer sur leur planète dont le voyage durera 2 ans, 4 mois, 28 jours, 3 heures et 24 secondes selon Stéréo.
Leur joie est de courte durée car le vaisseau s'écrase une nouvelle fois, mais non loin d'une usine de dentifrice. Etno a besoin de bouse pour pouvoir stabiliser le moteur, Candy et Gorgious sont désignés comme volontaires pour aller en chercher dans l'usine. Durant leur périple, Gorgious arrive dans une immense cuve où plusieurs vaches y défèquent, il en libère une et se retrouve plus tard dans un tube géant. Entre-temps Candy se fait attraper puis recraché par un monstre des marais, il est ensuite victime d'un viol dans une maison dans les égouts de l'usine dont il parvient à s'échapper. Il se fait écraser par un mur, avant de finalement rejoindre Gorgious et la vache. Après avoir fait manger du chili à cette dernière, ils réussissent à obtenir la bouse nécessaire pour faire décoller la soucoupe. À leur retour, Etno les félicite mais Bolok arrive une fois de plus à les retrouver et les prend en otage dans leur vaisseau. Alors que tout le groupe quitte les lieux, une fuite de gaz se déroule dans l'usine qui explose après qu'un employé ait pété.
Plus tard, les cinq Zinzins arrivent dans la zone 52 avec Bolok à bord de leur soucoupe. Une fois dans la base, Sakarine les accueille et leur explique qu'il a l'intention d'utiliser leurs cerveaux pour avoir accès à la technologie des OVNI. Les Zinzins sont conduits dans une salle. Bolok quant à lui est trahi par Sakarine après qu'il a demandé l'autre moitié de l'argent : un assistant reçoit l'ordre de lui tirer dessus avec un laser, l'envoyant ainsi dans un gouffre. Pendant ce temps Stéréo parvient à se libérer de sa cage en verre après avoir pété, il explore la base. Etno, Candy et Gorgious sont conduits dans leur cage à différents lieux du complexe tandis que Bud est libéré plus tard par un mystérieux inconnu. Stéréo parvient à faire mourir de rire plusieurs assistants pour sauver Candy, avant de se retrouver dans un observatoire puis dans le bureau de Sakarine dirigeant les opérations où il s'endort. Tout le groupe finit par se rejoindre dans une salle et se dépêche de retourner à leur vaisseau. Etno demande qui a les clefs et Candy se les fait malheureusement voler par l'inconnu qui a libéré Bud, celui-ci s'envole aussitôt avec leur vaisseau. Cependant, Etno repère une fusée. Candy monte à bord, mais les 4 autres Zinzins se font prendre par surprise par Sakarine.
Candy arrive à faire discrètement le plein de carburant et démarre la fusée, brûlant par la même occasion Sakarine qui se trouvait sous un réacteur. Etno, Gorgious, Bud et Stéréo en profitent pour rapidement monter à bord. Ils finissent par enfin quitter la Terre, mais Sakarine a réussi à monter dans la fusée. Il dévoile que le véhicule spatial contient une bombe de plusieurs mégatonnes capable de détruire une planète entière, qui servira justement à détruire celle des Zinzins quand ils y arriveront. Miraculeuseument, Bolok a lui aussi réussi à monter dans la fusée et ordonne aux Zinzins de monter au poste de commande, avant de détacher la moitié du vaisseau dans laquelle se trouve la bombe. Bolok et Sakarine s'écrasent sur Terre avec la bombe, la faisant exploser et détruisant toute la planète ainsi que la lune.
Enfin, les cinq extraterrestres s'envolent dans l'espace afin de rejoindre leur planète sans aucune encombre.

## Accueil
- Adventure Gamers : 4/5 (PC)[1]
- Jeuxvideo.com : 16/20 (PC)

## Anecdotes
- Le jeu comporte de nombreuses références aux épisodes de la série, comme le Père Noël coincé dans la cheminée, le cercueil de Dracula dans le sous-sol ou encore Bolok, le tueur professionnel, au trait de Lucien, dans l'épisode du même nom, le Docteur Sakarine avec son assistant Igor dans l'épisode L'étoffe des zéros jouent les méchants principaux de l'intrigue du jeu.
- Le jeu est beaucoup plus trash que la série elle-même, les dialogues vulgaires ne sont pas rares, de même, les allusions sexuelles et scatos sont montrées de façon plus explicite.
- Dans le jeu, Etno et sa bande semblent avoir habité la totalité de la maison, or, dans la série, ils habitent uniquement dans le grenier afin de garder une certaine distance avec les humains.
- On peut entendre La Marseillaise, remixée en musique d'ascenseur, dans la base du Docteur Sakarine.

## Suite annulée
Fin 2000, lors d'une entrevue pour le site Gamatomic, Sébastien Hamon parle brièvement d'un « Stupid Invaders 2 ».
Ce titre temporaire apparaît dans les mots-clés de la page d'accueil du site web de l'entreprise Xilam, et sous forme d'une animation Flash, à partir de 2001.
En 2003, le site Adventure Gamers annonce qu'une source interne confirme le développement du jeu vidéo « Stupid Invaders 2 ». L'entreprise Xilam dément l'information le mois suivant, en annonçant que le jeu a été annulé au cours de sa planification ; tout en ajoutant que le jeu sera peut-être repris, mais pas dans un futur proche.

## Publicité
La publicité du jeu a été portée par le slogan « Sauvez leur peau... Prêtez-leur votre cerveau ».

## Voix françaises
- Marc Bretonnière : Bud, Bolok
- Antoine Tomé : Stéréo, Dr Sakarine
- Patrick Préjean : Gorgious, personnages secondaires
- Peter Hudson : Etno
- Éric Le Roch : Candy, Steve le plongeur, l'ascenseur